# Полтава: Розповідь про загибель однієї армії
Полтава: Розповідь про загибель однієї армії — дебютна книга шведського історика Петера Енґлунд про Полтавську битву. Книга присвячена рядовому Еріку Моне, який загинув під Полтавою і був там похований. Книга стала бестселером у Швеції, адже було продано понад 250000 примірників.
Книгу перекладено французькою, англійською, російською, фінською, данською, норвезькою, латвійською, українською, польською та деякими іншими мовами. Вперше перекладена і видана українською у 2009 році. У 2016 році відбулося перевидання книги. 

## Сюжет
Книга описує перебіг та результати Полтавської битви, де шведська армія під проводом Карла ХІІ та українські війська під командуванням гетьмана Івана Мазепи зазнали поразки від російської армії Петра І

## Критика
Кандидат історичних наук, голова історичної секції Харківського історико-філологічного товариства Владислав Яценко так прокоментував вихід книги:
| Український читач, досі знає тільки два погляди: російський і український. Шведський, польський, литовський є мало відомі не те що широкому загалові, а навіть фахівцям.[1] |

## Переклади українською
- Петер Енґлунд (2009). Полтава: Розповідь про загибель однієї армії. Ольга Сенюк, Олександр Буценко. Фоліо. ISBN 9789660370241. {{cite book}}: Недійсний |nopp=n (довідка)